# Chihuahua Rebellion
| Rebelión Tarahumara | Rebelión Tarahumara                 |
| Gegründet 2020 Spielen in Chihuahua | Gegründet 2020 Spielen in Chihuahua |
| --- | ----------------------------------- |
| \| \| \| \| \| \| |                                     |
| Teamfarben | Orange, Schwarz                     |
| Liga |                                     |
| - Fútbol Americano de México (für 2021 geplant) - Liga de Fútbol Americano Profesional (für 2022 geplant) - International Football Alliance (seit 2023) |                                     |
| Personal |                                     |
| Head Coach | Mauricio Balderrama                 |
| Erfolge |                                     |
| Meisterschaften () |                                     |
| Play-off-Teilnahmen () |                                     |
| Stadien |                                     |
| Estadio Olímpico Universitario |                                     |
| |                                     |
| |                                     |

Rebelión Tarahumara, ehemals Rarámuris de Chihuahua sind ein American-Football-Team aus Chihuahua, Mexiko. In der Sprache der im Norden Mexikos indigenen Tarahumara heißt Rarámuris wörtlich „Jene, die schnell laufen“ und bezeichnet die Männer dieser Ethnie.
Die Mannschaft 2020 wurde als Expansionsteam für Fútbol Americano de México (FAM) gegründet, nahm aber schlussendlich an dieser nicht teil. Für 2023 war ein Einstieg in die Liga de Fútbol Americano Profesional (LFA) geplant, der ebenfalls nicht zustande kam. Unter dem neuen Namen Rebelión Tarahumara soll das Team 2025 in der neu gegründeten International Football Alliance (IFA) antreten.

## Geschichte

### Gründung und geplanter Start in der FAM
Die Rarámuris wurden am 19. August 2020 als neue Franchise der Fútbol Americano de México (FAM) angekündigt. Sie sollten den Platz der Centauros de Ciudad Juárez im Staat Chihuahua einnehmen. Wegen der Covid-19-Pandemie wurde die Saison 2021 der Liga jedoch abgesagt. Vor der Saison 2022, am 18. März 2022, wurden die Rarámuris kurzfristig selbst durch die Jefes de Ciudad Juárez ersetzt.

### Geplanter Wechsel in die LFA
In der Halbzeitpause des Tazón México V, des Finales der konkurrierenden Liga de Fútbol Americano Profesional (LFA) am 21. Mai 2022, wurden die Rarámuris als neue Franchise der LFA vorgestellt. Spielort wäre das Estadio Olímpico Universitario José Reyes Baeza in der Stadt Chihuahua gewesen. Geplanter Head Coach für die Saison 2023 war Mauricio Balderrama, ehemaliger Head Coach der Caudillos de Chihuahua in der FAM. Am 4. November 2022 verschob das Präsidium der Franchise den Einstieg in die Liga. Kurz zuvor hatten hach der Einstellung der FAM sowohl die Jefes als auch die Caudillos de Chihuahua die beiden Team aus dem Bundesstaat Chihuahua den Wechsel in die LFA bekannt gegeben.

### International Football Alliance
Im Mai 2023 beteiligte sich das Team an der Gründung der mexikanisch-US-amerikanischen International Football Alliance (IFA). Die IFA soll im Frühsommer 2025 mit sechs Mannschaften starten. Anders als ursprünglich geplant ist Chihuahua der einzige Standort in Mexiko, alle anderen Teams sind in den USA beheimatet. Das Team startet unter dem Namen Rebelión Tarahumara.
Am 24. April 2025 gab das Team die Heimspiele der Saison 2025 bekannt. Am 31. Mai 2025 trug das Team das erste Spiel aus. In einem sogenannten IFA Show Case unterlag man Dallas Prime mit 0:16.